# Piper tumidum
Piper tumidum är en pepparväxtart som beskrevs av Carl Sigismund Kunth. Piper tumidum ingår i släktet Piper och familjen pepparväxter. Inga underarter finns listade i Catalogue of Life.